# Aziza Sbaity
Aziza Sbaity (arabisch عزيزة سبيتي, DMG ʿAzīza Subaitī, * 17. November 1991 in Monrovia) ist eine Liberianisch-libanesische Leichtathletin, die sich auf den Sprint spezialisiert hat. Sie ist momentane Inhaberin des Landesrekordes über 100 Meter.

## Sportliche Laufbahn
Erste internationale Erfahrungen sammelte Aziza Sbaity im Jahr 2009, als sie bei den Spielen der Frankophonie in Beirut mit 25,97 s in der ersten Runde im 200-Meter-Lauf ausschied. Anschließend kam sie bei den Arabischen Meisterschaften in Damaskus mit 26,17 s nicht über den Vorlauf hinaus und belegte zudem in 12,46 s den fünften Platz im 100-Meter-Lauf. Im Jahr darauf gewann sie bei den Arabischen Juniorenmeisterschaften in Kairo in 12,40 s die Silbermedaille über 100 Meter und anschließend schied sie bei den Juniorenweltmeisterschaften in Moncton mit 12,44 s im Vorlauf aus, ehe sie bei den Westasienmeisterschaften in Aleppo in 12,44 s Vierte wurde. 2014 startete sie im 60-Meter-Lauf bei den Hallenasienmeisterschaften in Hangzhou und schied dort mit 7,92 s im Vorlauf aus, wie auch kurz darauf bei den Hallenweltmeisterschaften in Sopot mit 7,82 s. Im Jahr darauf klassierte sie sich bei den Arabischen Meisterschaften in Manama mit 11,95 s auf dem siebten Platz über 100 Meter und gelangte über 200 Meter mit 24,39 s auf Rang fünf. Anschließend schied sie bei den Asienmeisterschaften in Wuhan mit 12,11 s im Semifinale über 100 Meter aus und kam über 200 Meter mit 25,02 s nicht über den Vorlauf hinaus. Im August startete sie dank einer Wildcard über 100 Meter bei den Weltmeisterschaften in Peking und schied dort mit 11,98 s in der Vorrunde aus. 2016 verpasste sie bei den Hallenasienmeisterschaften in Doha mit 7,67 s den Finaleinzug über 60 Meter und kam kurz darauf bei den Hallenweltmeisterschaften in Portland mit 7,78 s ebenfalls nicht über den Vorlauf hinaus. 
2017 schied sie bei den Spielen der Frankophonie in Abidjan mit 12,08 s in der Vorrunde über 100 Meter aus und im September schied sie bei den Asian Indoor & Martial Arts Games in Aşgabat mit 7,77 s im Vorlauf über 60 Meter aus. Im Jahr darauf verpasste sie bei den Hallenasienmeisterschaften in Teheran mit 7,69 s den Finaleinzug und im Juli gewann sie bei den Westasienmeisterschaften in Amman in 11,75 s die Bronzemedaille über 100 Meter und sicherte sich in 24,20 s die Silbermedaille über 200 Meter. Daraufhin schied sie bei den Asienspielen in Jakarta mit 12,02 s bzw. 24,55 s jeweils in der ersten Runde über diese beiden Distanzen aus. 2019 belegte sie bei den Arabischen Meisterschaften in Kairo in 12,33 s den fünften Platz über 100 Meter und gelangte mit 24,53 s auf Rang vier über 200 Meter. Zudem gewann sie mit der libanesischen 4-mal-100-Meter-Staffel in 47,83 s die Bronzemedaille hinter den Teams aus Bahrain und Ägypten. Kurz darauf kam sie bei den Asienmeisterschaften in Doha mit 24,25 s nicht über den Vorlauf über 200 Meter hinaus und schied im 100-Meter-Lauf mit 11,73 s im Vorlauf aus. 2021 gewann sie dann bei den Arabischen Meisterschaften in Radès in 11,68 s die Silbermedaille über 100 Meter hinter der Ägypterin Bassant Hemida und sicherte sich über 200 Meter in 23,80 s die Bronzemedaille hinter Hemida und der Marokkanerin Assia Raziki. Zudem gewann sie in der 4-mal-400-Meter-Staffel in 4:12,88 min die Bronzemedaille hinter den Teams aus Marokko und Tunesien. Im Jahr darauf schied sie bei den Hallenweltmeisterschaften in Belgrad mit neuem Landesrekord von 7,47 s in der ersten Runde über 60 Meter aus und 2023 verpasste sie bei den Hallenasienmeisterschaften in Astana mit 7,58 s den Finaleinzug. Im April siegte sie in 24,12 s über 200 Meter bei den Westasienmeisterschaften in Doha und sicherte sich dort in 11,6 s die Silbermedaille über 100 Meter. Anschließend siegte sie in 23,81 s bei den Arabischen Meisterschaften in Marrakesch und sicherte sich in 11,69 s die Silbermedaille hinter der Ägypterin Bassant Hemida. Im Juli belegte sie bei den Asienmeisterschaften in Bangkok in 11,61 s bzw. 23,77 s jeweils den siebten Platz über 100 und 200 Meter. Im August gelangte sie bei den Spielen der Frankophonie in Kinshasa mit 23,95 s auf den siebten Platz über 200 Meter und anschließend schied sie bei den Asienspielen in Hangzhou mit 11,71 s im Vorlauf über 100 Meter aus und auch über 200 Meter mit 24,57 s.
2024 startete sie über 60 Meter bei den Hallenweltmeisterschaften in Glasgow und schied dort mit 7,56 s in der ersten Runde aus. Im Jahr darauf gewann sie bei den Arabischen Meisterschaften in Oran in 11,95 s die Bronzemedaille hinter den Ägypterinnen Bassant Hemida und Maram Mahmoud Ahmed.
In den Jahren von 2017 bis 2019 sowie 2021, 2022 und 2024 wurde Sbaity libanesische Meisterin im 100-Meter-Lauf sowie 2018 und 2019 und 2021 und 2022 auch über 200 Meter sowie 2021 und 2022 auch im 400-Meter-Lauf.

## Persönliche Bestleistungen
- 100 Meter: 11,54 s (+1,4 m/s), 27. Mai 2023 in Weinheim (libanesischer Rekord)
  - 60 Meter (Halle): 7,47 s, 18. März 2022 in Belgrad (libanesischer Rekord)
- 200 Meter: 23,63 s (+0,5 m/s), 27. Mai 2023 in Weinheim
  - 200 Meter (Halle): 24,43 s, 6. Februar 2021 in Istanbul
- 400 Meter: 55,40 s, 31. Juli 2022 in Beirut